# Chambal (rivier)
De Chambal (Hindi-चम्बल) is een zijrivier van de Yamuna in Centraal-India. De rivier ontspringt in het Vindhyagebergte en stroomt in noordnoordoostelijke richting door de deelstaat Madhya Pradesh, daarna loopt de rivier een belangrijk deel door Rajasthan, waarna zij vervolgens de grens vormt tussen Rajasthan en Madhya Pradesh, en ten slotte naar het zuidoosten afbuigt en opgaat in de grotere Yamuna in de deelstaat Uttar Pradesh.
De Chambal is een seizoensrivier. Ze ontspringt in Manpura, ten zuiden van de stad Mhow, vlak bij Indore, op de noordelijke hellingen van het Vindhyagebergte in Madhya Pradesh. De Chambal en zijn zijrivieren ontwateren de Malwa regio in het noordwesten van Madhya Pradesh, terwijl de zijrivier, de Banas, die ontspringt in het Aravalligebergte, het zuidoosten van Rajasthan ontwatert. De Chambal eindigt in een samenvloeiing van vijf rivieren, waaronder de Chambal, de Kuwari, de Yamuna, de Sindh en de Pahuj, in de stad Pachnada bij Bhareh in de deelstaat Uttar Pradesh, op de grens van de districten Bhind en Etawah.

## Nationaal Chambal (Gharial) Vogel- en Wildreservaat
De Chambal is een van Noord-India's schoonste rivieren, een thuisbasis voor een diverse flora en fauna. Het Nationaal Chambal (Gharial) Vogel- en Wildreservaat is bekend door de zeldzame gangesdolfijnen. Het reservaat werd opgericht in 1978 en wordt door drie deelstaten, Rajasthan, Madhya Pradesh and Uttar Pradesh samen beheerd. De oppervlakte van het reservaat bedraagt 5.400 km². Ruim 400 km van de loop van de rivier valt binnen het reservaat. Behalve de gangesdolfijnen, zijn andere bewoners de moeraskrokodil en de gangesgaviaal. Trekvogels uit Siberië strijken hier in de wintermaanden neer. In de telling van 2008 van het aantal dieren tussen de steden Pali en Pachnada, een afstand van 435 kilometer, bleek het aantal gespotte krokodillen gestegen van zijn 865 tot 996, de alligators gingen omhoog van 19 naar 219 (mede omdat er in 2007 een veertigtal waren uitgezet), terwijl het aantal gangesdolfijnen relatief constant bleef (van 91 naar 96).

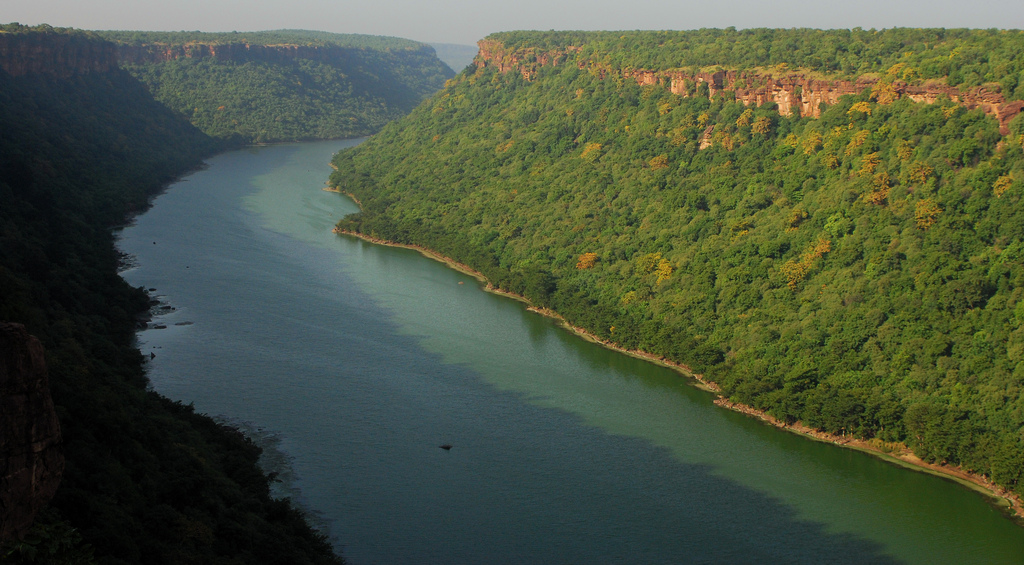
de Chambal bij Kota
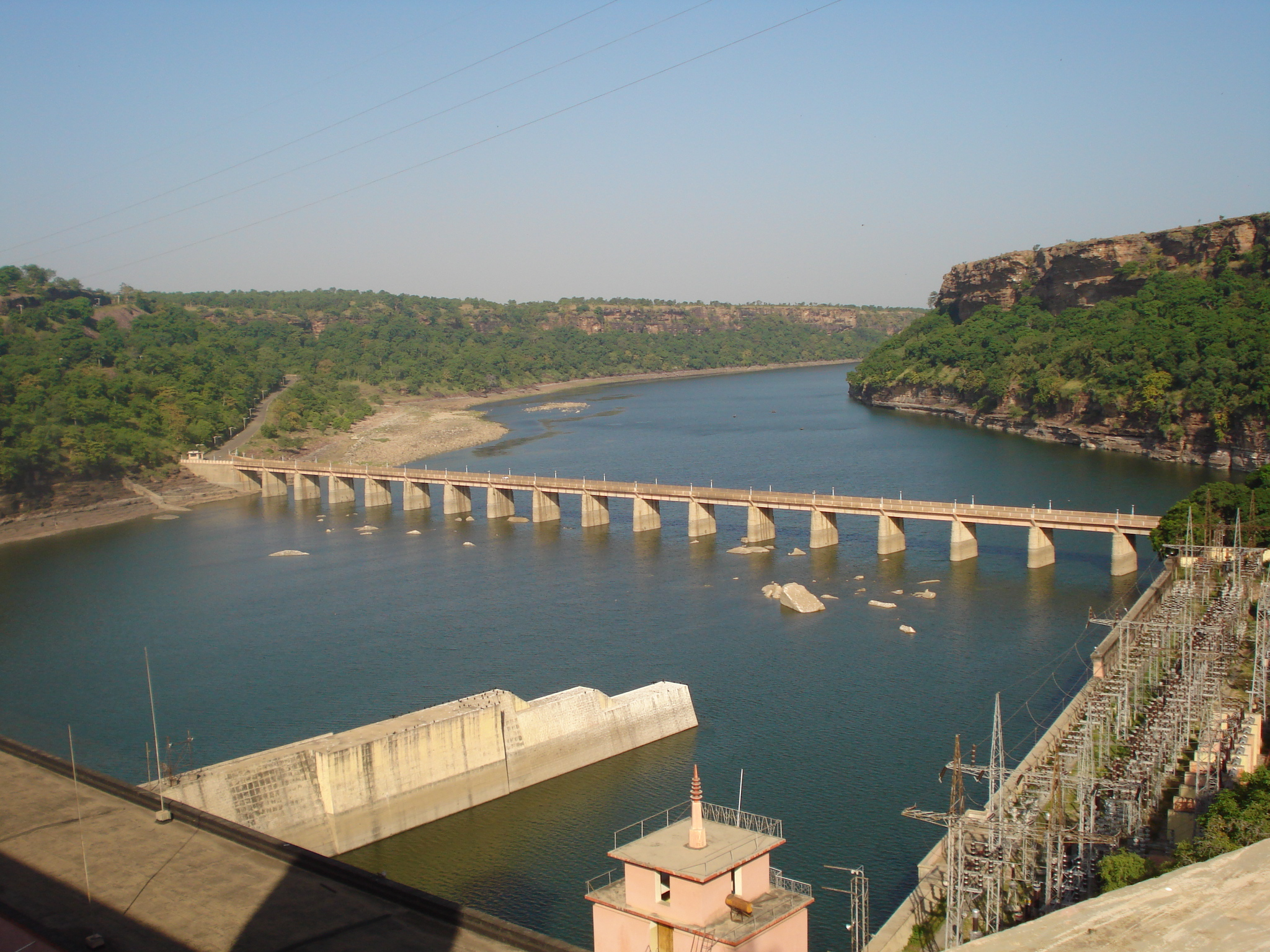
dam van Gandhi Sagar (Gandhistuwmeer)
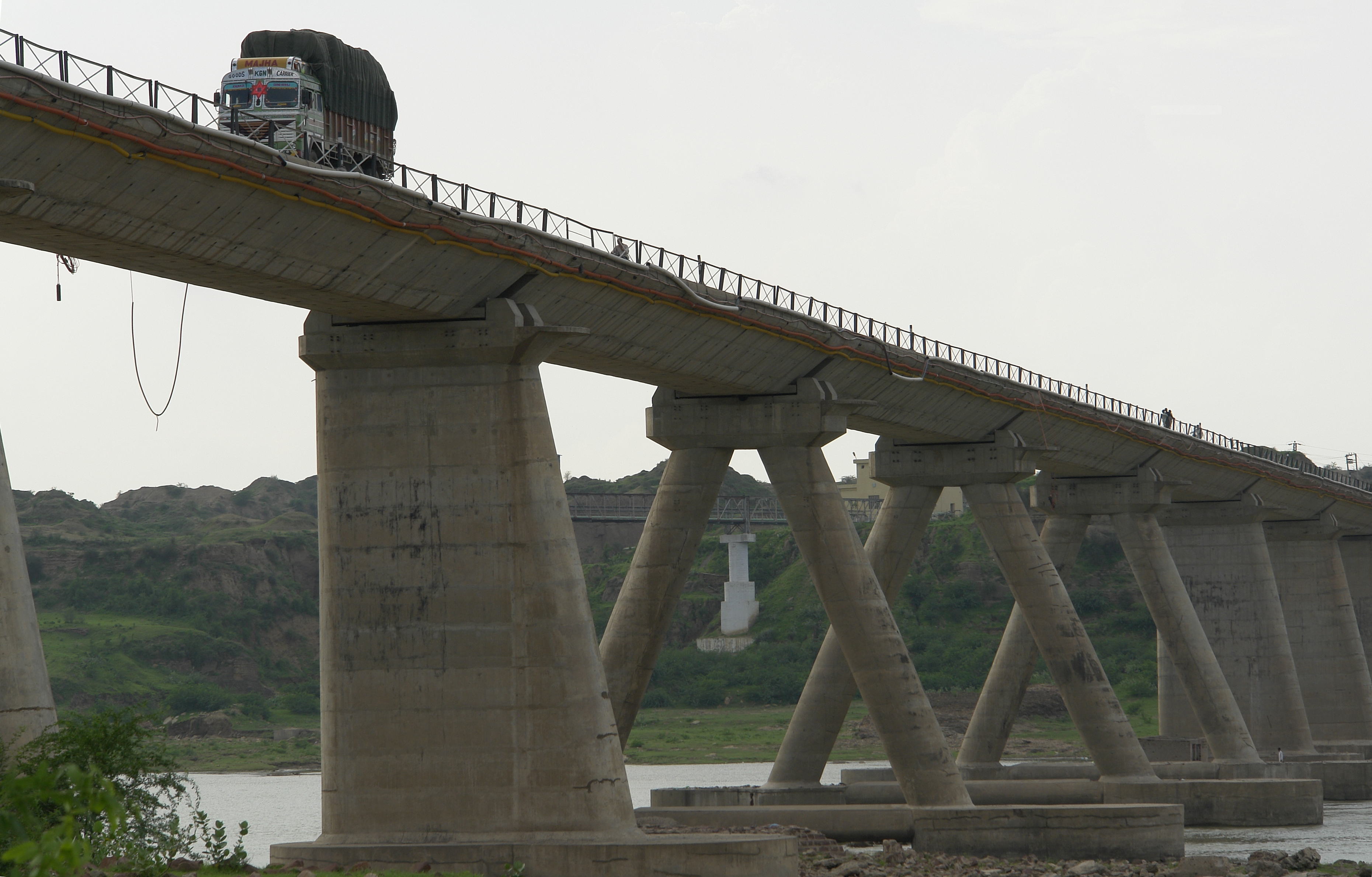
brug over de Chambal

## Bandieten
Het ravijn van de Chambal ook wel 'beehad' (Hindi-बीहड़) genoemd heeft eeuwenlang onderdak geboden aan dacoits (bandieten). Een van de beroemdste dacoits was de bandietenkoningin Phoolan Devi, die in 2001 overleed.